# Canton de Gerzat
Le canton de Gerzat est une circonscription électorale française située dans le département du Puy-de-Dôme et la région d'Auvergne-Rhône-Alpes.
À la suite du redécoupage cantonal de 2014, les limites territoriales du canton sont remaniées. Le nombre de communes du canton passe de 6 à 4.

## Histoire
Le canton a été créé en 1982 par scission du canton de Clermont-Ferrand-Est en quatre autres cantons, l'un d'eux étant celui de Gerzat.
Le redécoupage des cantons du Puy-de-Dôme, appliqué le 25 février 2014 par décret, modifie le périmètre de ce canton :
- Aulnat, Gerzat et Malintrat restent rattachées au canton de Gerzat ;
- Saint-Beauzire intègre le canton ;
- Blanzat, Cébazat et Sayat sont intégrées au nouveau canton de Cébazat.

À l'issue de ce redécoupage, le canton de Gerzat ne comprendra plus que 4 communes à compter de 2015.

## Représentation

### Représentation avant 2015
En 2008, le conseiller général sortant Bernard Auby (maire PS de Cébazat entre autres) a remporté les élections cantonales au premier tour, avec 50,41 %, loin devant Jean-Marc Balaguer (UMP) avec 18,17 % et Michel Marchadier (communiste) avec 10,06 % des voix. Le taux de participation est de 62,96 %.
| Période | Période | Identité      | Étiquette | Qualité                                                                                           |
| ------- | ------- | ------------- | --------- | ------------------------------------------------------------------------------------------------- |
| 1982    | 1994    | Eliane Dumond | PS        | Assistante sociale Adjointe au Maire de Gerzat                                                    |
| 1994    | 2015    | Bernard Auby  | PS        | Professeur de mathématiques Maire de Cébazat de 1983 à 2014 Suppléant de la députée Odile Saugues |

### Représentation à partir de 2015
| Période élective | Période élective | Mandat | Mandat   | Identité               | Nuance | Nuance | Qualité |
| ---------------- | ---------------- | ------ | -------- | ---------------------- | ------ | ------ | --- |
| 2015             | 2021             | 2015   | 2021     | Serge Pichot           |        | DVG    | Cadre 3e vice-président chargé de l'aménagement du territoire (agriculture et forêt, parcs naturels régionaux et Pays, comité de Massif, SMAD des Combrailles, fonds européens (hors FSE) et site du Puy de Dôme) Maire de Gerzat depuis mai 2020. |
| 2015             | 2021             | 2015   | 2021     | Emilie Guédouah Vallée |        | PS     | Assistante de gestion |
| 2021             | 2028             | 2021   | en cours | Emilie Guédouah-Vallée |        | PS     | Conseillère sortante |
| 2021             | 2028             | 2021   | en cours | Serge Pichot           |        | DVG    | Conseiller sortant |

### Résultats détaillés

#### Élections de mars 2015
À l'issue du 1er tour des élections départementales de 2015, deux binômes sont en ballottage : Serge Pichot et Emilie Vallée (Union de la Gauche, 31,56 %) et Carine Depinay et Pierre Montagnon (Union de la Droite, 30,94 %). Le taux de participation est de 45,75 % (5 585 votants sur 12 207 inscrits) contre 52,8 % au niveau départemental et 50,17 % au niveau national.
Au second tour, Serge Pichot et Emilie Vallée (Union de la Gauche) sont élus avec 51,86 % des suffrages exprimés et un taux de participation de 45,51 % (2 597 voix pour 5 556 votants et 12 207 inscrits).
Serge Pichot est membre du groupe socialiste, radical et républicain (majorité départementale).

#### Élections de juin 2021
Le premier tour des élections départementales de 2021 est marqué par un très faible taux de participation (33,26 % au niveau national). Dans le canton de Gerzat, ce taux de participation est de 28,53 % (3 562 votants sur 12 487 inscrits) contre 36,11 % au niveau départemental. À l'issue de ce premier tour, deux binômes sont en ballottage : Emilie Guédouah-Vallée et Serge Pichot (Union à gauche, 45 %) et Rémi de Marchi et Stéphanie de Vasconcelos (Union à droite, 22,11 %).
Le second tour des élections est marqué une nouvelle fois par une abstention massive équivalente au premier tour. Les taux de participation sont de 34,36 % au niveau national, 37,4 % dans le département et 28,78 % dans le canton de Gerzat. Emilie Guédouah-Vallée et Serge Pichot (Union à gauche) sont élus avec 63,84 % des suffrages exprimés (2 064 voix pour 3 594 votants et 12 490 inscrits),,. 

## Géographie
Ce canton est organisé autour de Gerzat dans l'arrondissement de Clermont-Ferrand. Son altitude varie de 313 m (Malintrat) à 818 m (Sayat) pour une altitude moyenne de 363 m.

## Composition

### Composition avant 2015
Le canton de Gerzat groupait, avant le redécoupage, 6 communes.
| Nom                | Code Insee | Codepostal | Superficie (km2) | Population (dernière pop. légale) | Densité (hab./km2) |
| ------------------ | ---------- | ---------- | ---------------- | --------------------------------- | ------------------ |
| Gerzat (chef-lieu) | 63164      | 63360      | 16,28            | 10 286 (2012)                     | 632                |
| Aulnat             | 63019      | 63510      | 4,21             | 3 981 (2012)                      | 946                |
| Blanzat            | 63042      | 63112      | 6,96             | 3 778 (2012)                      | 543                |
| Cébazat            | 63063      | 63118      | 10,02            | 7 407 (2012)                      | 739                |
| Malintrat          | 63204      | 63510      | 8,16             | 997 (2012)                        | 122                |
| Sayat              | 63417      | 63530      | 8,29             | 2 155 (2012)                      | 260                |

### Composition depuis 2015
Le canton de Gerzat comprend désormais quatre communes entières.
| Nom                            | Code Insee | Intercommunalité            | Superficie (km2) | Population (dernière pop. légale) | Densité (hab./km2) | Modifier                                    |
| ------------------------------ | ---------- | --------------------------- | ---------------- | --------------------------------- | ------------------ | ------------------------------------------- |
| Gerzat (bureau centralisateur) | 63164      | Clermont Auvergne Métropole | 16,28            | 10 268 (2022)                     | 631                | modifier les données · modifier les données |
| Aulnat                         | 63019      | Clermont Auvergne Métropole | 4,21             | 4 127 (2022)                      | 980                | modifier les données · modifier les données |
| Malintrat                      | 63204      | CA Riom Limagne et Volcans  | 8,16             | 1 133 (2022)                      | 139                | modifier les données · modifier les données |
| Saint-Beauzire                 | 63322      | CA Riom Limagne et Volcans  | 16,08            | 2 210 (2022)                      | 137                | modifier les données · modifier les données |
| Canton de Gerzat               | 6317       |                             | 44,73            | 17 738 (2022)                     | 397                | modifier les données                        |

## Démographie

### Démographie avant 2015

#### Évolution démographique
| 1982   | 1990   | 1999   | 2006   | 2011   | 2012   |
| ------ | ------ | ------ | ------ | ------ | ------ |
| 26 525 | 28 386 | 28 403 | 29 261 | 28 890 | 28 604 |

#### Pyramide des âges
| Hommes | Classe d’âge | Femmes |
| ------ | ------------ | ------ |
| 0,3    | 90 ans ou +  | 1,2    |
| 6,8    | 75 à 89 ans  | 10,2   |
| 18,3   | 60 à 74 ans  | 19     |
| 21,4   | 45 à 59 ans  | 21     |
| 19,3   | 30 à 44 ans  | 17,8   |
| 16,9   | 15 à 29 ans  | 14,8   |
| 17     | 0 à 14 ans   | 16     |

| Hommes | Classe d’âge | Femmes |
| ------ | ------------ | ------ |
| 0,4    | 90 ans ou +  | 1,2    |
| 6,9    | 75 à 89 ans  | 10,8   |
| 15,3   | 60 à 74 ans  | 15,8   |
| 21     | 45 à 59 ans  | 20,4   |
| 20,1   | 30 à 44 ans  | 18,4   |
| 19,5   | 15 à 29 ans  | 17,8   |
| 16,9   | 0 à 14 ans   | 15,5   |

### Démographie depuis 2015
En 2022, le canton comptait 17 738 habitants, en évolution de −0,54 % par rapport à 2016 (Puy-de-Dôme : +2,1 %, France hors Mayotte : +2,11 %).
| 2013   | 2018   | 2022   |
| ------ | ------ | ------ |
| 17 572 | 17 739 | 17 738 |